# The Demon Inside
The Demon Inside – pierwsza i jedyna płyta EP Mr. Bonesa (House of Krazees), stworzona wspólnie z Looney Toonem, Dark Angelem oraz DeathLockiem ("Sons of Midnight"), nagrana w 1994 roku.
"The Demon Inside" została wydana we własnym label Mr. Bonesa "Skeleton Records", na którą sam Mr. Bones stworzył ilustrację, natomiast produkcją całości zajął się The R.O.C. Ze względów finansowych EP został wydany w małym nakładzie i pomimo promocyjnych występów Sons of Midnight nie wyprzedano nawet tak niewielkiej liczby. Po tym niepowodzeniu Mr. Bones rozwiązał grupę. 

## Lista utworów
| # | Tytuł                    |
| - | ------------------------ |
| 1 | "Intro"                  |
| 2 | "Dr. Jeckel & Mr. Bones" |
| 3 | "Witching Hour"          |
| 4 | "On The Run"             |
| 5 | "Outro"                  |